# Vera Charitonova
Vera Sergeevna Charitonova, coniugata Kulagina (in russo Вера Сергеевна Харитонова-Кулагина?; Mosca, 30 settembre 1923 – 8 aprile 2003), è stata una cestista e allenatrice di pallacanestro sovietica.

## Carriera
Con l'Unione Sovietica ha disputato i Campionati europei del 1950.